# Miguel Angel Beneyto
Miguel Angel Beneyto Nevado (Madrid 11 de noviembre de 1959) es un artista visual y diseñador español especializado en arte contemporáneo y cultura desde los años 80.

## Trayectoria profesional
Beneyto estudió en la Facultad de Bellas Artes de la Universidad Complutense de Madrid, posteriormente amplió sus estudios participando en los Talleres de Arte Actual del Círculo de Bellas Artes de Madrid y en los Talleres de Arteleku de San Sebastián.
Comprometido socialmente con la comunidad artística en España, ha formado parte de la Junta Directiva de la Asociación de Artistas Visuales de Madrid, AVAM, en diferentes etapas como en el año 2020 ocupando el cargo de vicepresidente.
Es un artista cuyos trabajos abordan diferentes técnicas como el dibujo acuarela, pintura, escultura, Su obra la ha desarrollado entre la performance, la fotografía y el objeto. Ha participado en la creación del proyecto  Parkour, este pretende vincular algunos estudios de artista de Madrid con otros espacios dedicados al arte como son galerías y otras instituciones.
Participó en 2019 en la celebración internacional de la escultura y el arte contemporáneo en 3 dimensiones Sculpture Network en Est Art .
Expuso en la Galería Carles Poy de Barcelona. Otra exposición fue After virtue, celebrada en la Cold City Gallery, de Toronto en Canadá en el año 1992. En el año 1996, realizó la exposición individual de escultura en el Espacio trasforma de Vitoria bajo la dirección de Nekane Aramburu.

### Diseñador
Cofundador del estudio Arte&Diseño Digital y estel_ART. 
Su actividad como diseñador gráfico, web y multimedia, la ha desarrollado desde los años 80. Algunas de sus publicaciones son Artistas de la Casa Velázquez , Las relaciones culturales en la agenda bilateral hispano-brasileña: un poco de historia, Revista de Medicina, Tremadica, Monográfico: publicaciones dedicadas al lenguaje, la terminología , Corpo escrituras, Convocatoria Parcour2, Fluidos/Sólidos: editado por la Galería Carles Poy de Barcelona en 1990.